# Biathlon ai XVI Giochi olimpici invernali
Nel biathlon ai XVI Giochi olimpici invernali, che si svolsero nel 1992 ad Albertville (Francia), vennero assegnate medaglie in sei specialità. In questa edizione fece il suo debutto il biathlon femminile.

## Risultati

### Biathlon maschile

#### 10 km
| Posizione | Atleta           | Nazione           | Tempo / Pen. |
| --------- | ---------------- | ----------------- | ------------ |
| 1         | Mark Kirchner    | Germania          | 26:02,3      |
| 2         | Ricco Groß       | Germania          | 26:18,0      |
| 3         | Harri Eloranta   | Finlandia         | 26:26,6      |
| 4         | Sergej Čepikov   | Squadra Unificata | 26:27,5      |
| 5         | Valerij Kirienko | Squadra Unificata | 26:31,8      |
| 6         | Jens Steinigen   | Germania          | 26:34,8      |

#### 20 km
| Posizione | Atleta           | Nazione           | Tempo / Pen. |
| --------- | ---------------- | ----------------- | ------------ |
| 1         | Jaŭhen Rėdz'kin  | Squadra Unificata | 57:34,4      |
| 2         | Mark Kirchner    | Germania          | 57:40,8      |
| 3         | Mikael Löfgren   | Svezia            | 57:59,4      |
| 4         | Aljaksandr Papoŭ | Squadra Unificata | 58:02,9      |
| 5         | Harri Eloranta   | Finlandia         | 58:15,7      |
| 6         | Vesa Hietalahti  | Finlandia         | 58:24,6      |

#### Staffetta 4x7,5 km
| Posizione | Nazione           | Atleti                                                             | Tempo / Pen. |
| --------- | ----------------- | ------------------------------------------------------------------ | ------------ |
| 1         | Germania          | Ricco Groß Jens Steinigen Mark Kirchner Fritz Fischer              | 1:24:43,6    |
| 2         | Squadra Unificata | Valerij Medvedcev Aljaksandr Papoŭ Valerij Kirienko Sergej Čepikov | 1:25:06,3    |
| 3         | Svezia            | Ulf Johansson Leif Andersson Tord Wiksten Mikael Löfgren           | 1:25:38,2    |
| 4         | Italia            | Hubert Leitgeb Johann Passler Pieralberto Carrara Andreas Zingerle | 1:26:18,1    |
| 5         | Norvegia          | Geir Einang Frode Løberg Gisle Fenne Eirik Kvalfoss                | 1:26:32,4    |
| 6         | Francia           | Xavier Blond Thierry Gerbier Christian Dumont Hervé Flandin        |              |

### Biathlon femminile

#### 7,5 km
| Posizione | Atleta         | Nazione           | Tempo / Pen. |
| --------- | -------------- | ----------------- | ------------ |
| 1         | Anfisa Rezcova | Squadra Unificata | 24:29,7      |
| 2         | Antje Misersky | Germania          | 24:45,1      |
| 3         | Elena Belova   | Squadra Unificata | 24:50,8      |

#### 15 km
| Posizione | Atleta              | Nazione           | Tempo / Pen. |
| --------- | ------------------- | ----------------- | ------------ |
| 1         | Antje Misersky      | Germania          | 51:47,2      |
| 2         | Svetlana Pečërskaja | Squadra Unificata | 51:58,5      |
| 3         | Myriam Bédard       | Canada            | 52:15,0      |

#### Staffetta 3x7,5 km
| Posizione | Nazione           | Atlete                                        | Tempo / Pen. |
| --------- | ----------------- | --------------------------------------------- | ------------ |
| 1         | Francia           | Corinne Niogret Véronique Claudel Anne Briand | 1:15:55,6    |
| 2         | Germania          | Uschi Disl Antje Misersky Petra Behle         | 1:16:18,4    |
| 3         | Squadra Unificata | Elena Belova Anfisa Rezcova Elena Mel'nikova  | 1:16:54,6    |

## Medagliere
| Pos.   | Paese             | Oro | Argento | Bronzo | Totale |
| ------ | ----------------- | --- | ------- | ------ | ------ |
| 1      | Germania          | 3   | 4       | 0      | 7      |
| 2      | Squadra Unificata | 2   | 2       | 2      | 6      |
| 3      | Francia           | 1   | 0       | 0      | 1      |
| 4      | Svezia            | 0   | 0       | 2      | 2      |
| 5      | Canada            | 0   | 0       | 1      | 1      |
| 5      | Finlandia         | 0   | 0       | 1      | 1      |
| Totale | Totale            | 6   | 6       | 6      | 18     |